# جان جورج استوارت موری، هشتمین دوک آتول
جان جورج استوارت موری، هشتمین دوک آتول (انگلیسی: John Stewart-Murray, 8th Duke of Atholl; ۱۵ دسامبر ۱۸۷۱ – ۱۶ مارس ۱۹۴۲) فرد نظامی اهل بریتانیا بود. وی همچنین برندهٔ جوایزی همچون نشان گل خار، نشان سلطنتی ویکتوریایی، و نشان حمام شده‌است.